# Wanderup
Wanderup (tiếng Đan Mạch: Vanderup) là một đô thị thuộc huyện Schleswig-Flensburg, trong bang Schleswig-Holstein, nước Đức. Đô thị Wanderup có diện tích 28,64 km², dân số thời điểm 31 tháng 12 năm 2006 là 2235 người.